# Muszuj

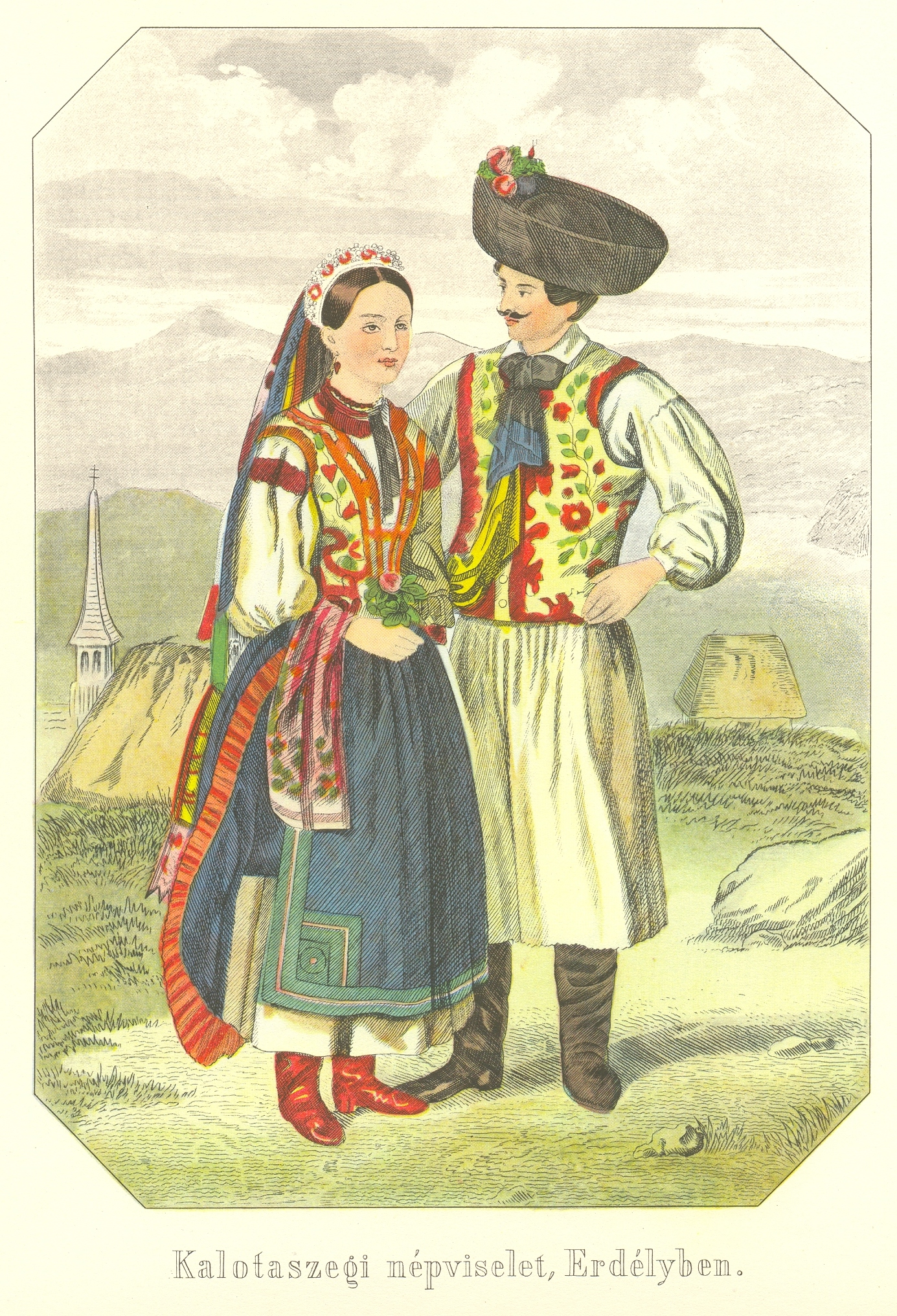
Kalotaszegi népviselet

A muszuj vagy bagazia a kalotaszegi női viselet egyik igen jellegzetes ruhadarabja.

## Elterjedése
Azt tartják, hogy „addig terjed Kalotaszeg, ameddig a muszuj ér”. Ha tudományos szempontból nem is fogadjuk el e megállapítást, hiszen tárgyi bizonyítékaink vannak arról, hogy a muszuj a romániai magyarság körében máshol is (Torockó, Mezőség, Kis-Küküllő-mente) megtalálható (Kós 1964. 153-180), mégis tény, hogy e ruhadarab Kalotaszegen dívik, illetőleg dívott a legtovább, annyira, hogy éppen ezért a köztudatban a legjellegzetesebb kalotaszegi ruhadarabként, illetőleg – tévesen – kizárólagosan Kalotaszegre jellemző ruhadarabként él.
Az 1900-as évek körül, sőt az első világháborúig hétköznap is általánosan viselték. Így például Bánffyhunyadon, Valkón, Damoson, Sárvásárt, Inaktelkén 1890 táján, Körösfőn 1902 körül, Nagykapuson, Gyerőmonostoron, Jarótelkén, 1905-ben, Zsobokon, Györgyfalván 1910 táján, Magyarókerekén, Bábonyban 1914-ben Magyarlónán és Ajtonban pedig 1920 táján is általános volt hétköznap a muszuj viselete. Helyenként, főleg a Cifravidéken, már a 7-8 éves gyerekek is hordták, másutt a felnőttek ezzel jártak a mezőre, szénagyűjteni s kendert nyűni. A századforduló tájáról való ábrázolások a fentieket kézzelfoghatóan is megerősítik, hiszen Malonyaynál a II. és III. táblán idős nyárszói és magyarókereki asszonyok egyszerű hétköznapi ruhában, muszujban varrnak, és tilolják a kendert.

## Leírása
A muszuj nem egyéb egy igen bő, ráncbaszedett, lepelszerű hátsóköténynél, amely a mai szoknyához nagyon hasonlít, de elöl a kötény alatt nem ér össze. Két alsó csücskét derékon kétoldalt a korcba dugják, s ezáltal széles posztótégelybe jellegzetes alakban válik láthatóvá. Hasonló színes, elöl felhasított szoknyának látszó, feltűzött sarkú leplet régebben a nép országszerte viselt, s ilyenről a múlt század elejéről számos feljegyzés és ábrázolás maradt reánk, sőt a palócok között itt-ott még ma is megtaláljuk. Egyébként ez a lepelszoknya-féle kelet felé Moldvában, a volt Szovjetunió déli részén, Turkesztánon át Kínáig követhető.
A muszuj az első világháború óta a mindennapi öltözetből kiszorult és ünnepi viseletdarabbá lett. Fokozatos térvesztésének oka a szoknya megjelenése és általános elterjedése, ugyanis a szoknyaviselet Kalotaszegen az első világháború kezdetétől válik általánossá.

## Jelentése
Kétjelentésű szó. Az egyik jelentése egy különleges anyagfajta, amit a 17-18. században hoztak be Erdélybe. A másik jelentése egy kalotaszegi szoknyafajtára utal. A mintegy negyven településből álló, többségében református lakosságú Kalotaszegről az 1860-as években gróf Csáki György így fogalmazott: „Kalotaszeg addig terjed, amíg a muszuj tart.”
Ami a viseletdarab elnevezését illeti, Kalotaszegen nem egységes. A felszegiek és az alszegiek muszulynak, a Kolozsvár környéki falvakban bagaziának nevezik kivéve Ajtont, ahol ugyancsak muszulynak mondják. A máshonnan letelepedett lakosságú községekben és a régen jórészt kisnemesi lakosságú Szucságon mindkét elnevezést ismerik, de a rendelkezésre álló adatok alapján sohasem viselték. Györgyfalván, Bodrogközben és Ajtonban a bagazia megjelölésen kívül fekete vagy pánglikás fersingnek neveznek a muszujhoz hasonlóan viselt szoknyafélét, melyet – anyaga és viselési módja miatt – a Kalotaszegen dívó muszuj módosított és leegyszerűsített másának tekinthetünk. A muszuj és a bagazia név eredetileg a ruhadarab anyagát jelentette, a fersing viszont a „felső ing” alakból alakult.

## A muszuj részei
A muszuj részei felülről haladva lefelé a következők: kétoldalt van a felerősítésére szolgáló madzagja vagy kötője (libagégéjének is nevezik, ha fodros szélű gyapjúzsinór), perlitje  vagy galandja, amelyet mindkét oldalon a gallérra varrnak rá. A gallér nagyobbrészt zöld, piros vagy fekete színű posztó, mely a muszuj felső részét fogja össze. A gallért tűzölik, vagyis vízszintes irányú lapos öltésekkel varrják rá a beráncolt muszujra. A gallér alatt 2-3 ujjnyira széles színes fonallal kivarrt díszítést látunk, mely a faron a muszuj egyik szélétől a másikig terjed. E díszítés elnevezései különbözőek: a muszuj kockájának nevezik Felszegen és Alszegen, darázsának Váralmáson, Kispetriben, Zsobokon, Nádasmentén, a bagazia szedísínek és hányásának a Kapus patak mentén. E díszítést a muszuj klottjára vagy szaténjára varrják. A klott vagy szatén színe általában fekete, Hunyadon és a közelebbi távolabbi falvakban hordtak kék, égszínkékből sötétebb klottú muszujt. Györgyfalván és Bodrogközben, ahol a fersinget a muszujhoz hasonlóan viselik, fekete és fehér a fersing színe. A muszujon legalul találjuk a muszujposztót Felszegen és Alszegen, bagaziaposztónak nevezik Nádasmentén. Az alj Györgyfalván, Patán és Bodrogközben nem posztó, hanem karton.

## Szimbolikus jelentéstartalma
A muszujposztó szélessége kor és vagyoni helyzet szerint is változott: az idősebbek és szegényebbek muszuján mindig keskenyebb volt, mint a fiatalokén és jobbmódúakén.
A muszujposztó színe viselőjének korára is utalt: a pirosat és sárgát a fiatalabbak – a leányok és menyecskék mintegy 40 éves korig – , a sötétzöldet és sötétkéket meg a feketét az idősebb asszonyok – 40 évtől felfelé – hordták. Az asszonyok, ha nagy leányuk volt, aki már szintén muszujban járt, általában elhagyták a muszujt, vagyis nem viselték, mert „nem akartak egyformán öltözni leányukkal”. Ha valamelyikük mégis felvette volna, csak sötét színűt vett, mert különben azt a látszatot keltette volna, hogy „még egyszer fírhez akar menni, s minnyá megítílik”.
Gyász idején a katolikus Kajántón pedig meg egyes Nádas-menti falvakban, így Vistán nagypénteken a leányok is fekete vagy zöld posztójú bagaziát öltöttek, de temetéskor nem mentek muszujban. A zöld posztójú muszujt a Felszeg némely falujában a leányok más alkalmakkor is hordták, ünnep harmadnapján. Ilyenkor piros pántlikás kötőt kötöttek hozzá, ezt viselték a sárga posztójú muszujhoz is. A piros posztójúhoz viszont kék vagy fekete pántlikás kötény talált. Kétségtelen, hogy a piros posztójú muszuj volt a legkedveltebb, és elsősorban ezt vették fel az ünnep első napjára és keresztelőre.
A muszuj kidolgozásában kevésbé, inkább az öltözékdarab ruhatári darabszámában jutott kifejezésre viselőjének társadalmi helyzete. E körülménynek megfelelően a tehetősebbeknél még az 1940-es években is találunk két-három darabot belőle. A falvak szegényebb rétege viszont a muszujt a mindennapi szükséglet szerint használta fel, és belőle különféle viseletdarabot csinált.